# ニコニコニュース
ニコニコニュース（英語：Niconico News）とは、株式会社ドワンゴが提供するニュースサイト及び同社のニュース事業である。

## 概要
ニコニコニュースは、ニュースをきっかけにユーザーとのコミュニケーションを楽しむことができるサービスである。約189の配信メディア（2018年7月現在）からニュース提供を受けている。niconicoのポータルサイトやニコニコニュースのトップページで閲覧することが出来る。コンテンツは「ゲーム・アニメ」「政治・社会」「ビジネス」「海外」「スポーツ」「エンタメ」「ネット・科学」と7つのカテゴリに分かれている。
ニコニコニュースオリジナルでは、ユーザー投稿動画などniconico内に関連したオリジナル記事、同部門による著名人へのインタビューを製作。ニコニコニュース内での配信をはじめとして、livedoor ニュースやエキサイトニュースなど約10のメディアに配信している。
ニコニコチャンネルのカテゴリとしても設置されており、ニコニコ生放送ではそれらに類した配信を行う。また、所属チームによる生放送企画も行われており、一例としてリモート配信によるバスツアー放送や、各美術館での企画展に合わせた紹介放送（ニコニコ美術館）などが不定期に行われている。また、一部配信についてはYouTubeニコニコニュース公式チャンネルでも行われている。
なお、ニコニコニュース編集部を出自に立ち上げたゲームニュースサイトとして「電ファミニコゲーマー」が存在する。

## 動画・生放送

### 主な番組
- ニコニコニュース実況
- ニコニコニュースサテライト
- 国会中継 - NHKが扱わない各種常任委員会も取り扱う。
- 内閣官房長官 記者会見
- 東京電力 記者会見
- ニコニコドキュメンタリー
- ASMRシリーズ

### 終了番組
- 夕刊ニコニコニュース
- ニコニコネット調査
- 朝鮮中央テレビ

## 沿革
- 2007年12月12日 - ポータルサイトのトップページをリニューアルし、ニュースコーナーを開始[8]
- 2008年5月 - ニコニコニュースメーカーを開始[9][10]
- 2008年7月29日 - 「ニコ割アンケート」の第1回を行ない、その結果を動画で発表[11]
- 2009年5月 - ニコニコニュースメーカーが終了[10]
- 2009年10月 - ドワンゴが日本インターネット報道協会に加盟した[12]
- 2010年10月 - 「ニコニコ動画（原宿）」にバージョンアップし、コンテンツを強化して本格的なニュースサイトになった[13]
- 2010年10月 - ニコニコニュースちゃんねる（ch2525）を開設[14]。
- 2012年5月 - 「夕刊ニコニコニュース」を開始[15]
- 2011年12月28日 - 朝鮮中央テレビの映像のネット配信を開始[16]
- 2015年7月30日 - 「ニコニコドキュメンタリー」を開始
- 2017年7月1日 - ニコニコニュース事業の記事コンテンツサービスを株式会社ドワンゴから株式会社大百科ニュース社（同年5月10日設立）に移譲[17]。
- 2018年10月11日 - スマホアプリ「ニコニコニュース」をリリース[18]。
- 2019年6月1日 - 株式会社ドワンゴが株式会社大百科ニュース社を吸収合併し、ニコニコニュース事業をドワンゴに集約。
- 2019年7月1日 - ニコニコ生放送にて、ニュースサイト「ニコニコニュース」で話題のニュースをNTTテクノクロスの音声合成サービス「FutureVoice Crayon」を使用して読み上げる情報番組「ニコニコニュースサテライト」を開始[19]。
- 2024年6月8日 - ニコニコサービスへのサイバー攻撃の影響によりニュースサイトの閲覧やニコニコ生放送での配信ができなくなった。これに伴い、10日の国会中継（第213回国会 参議院決算委員会 令和4年度決算締め括り質疑）等、予定していた番組の大半をYouTubeチャンネルにて迂回配信で対応。
- 2024年7月11日 - ニュースサイトを仮復旧した[20]。ニュース記事の表示と検索のみ利用可能となった[20]。
- 2024年8月7日 - コメント機能を再開[21]。また、ニュースサイトのトップページでの表示の不具合も解消した[21]。

## ニコニコ読物リスト
ニコニコラム
ニコニコでの流行などをニコニコ動画にアップロードされたものから紹介するサイト。
旧コラムも存在するが、そちらはどちらかといえば現ニコニコ開発者ブログに近い性質の記事が多数存在する。
ニコニコ動画開発者ブログ（新着情報）
ニコニコ動画専門の技術情報・プレイヤーリリース告知等を知らせるサイト。
ニコニコ市場ブログ
ニコニコ市場の売り上げランキングなどニコニコ市場専門のサイト。
ニワニュース
現ニコニコニュースとは別物で携帯サイトを主戦場とした運営会社直属のニュースサイト。PCからも閲覧は可能だが、機能制限はかかっている。